# Phoroncidia
Phoroncidia is een geslacht van spinnen uit de  familie van de Theridiidae (kogelspinnen).

## Soorten
- Phoroncidia aciculata Thorell, 1877
- Phoroncidia aculeata Westwood, 1835
- Phoroncidia alishanensis Chen, 1990
- Phoroncidia altiventris Yoshida, 1985
- Phoroncidia alveolata (Simon, 1903)
- Phoroncidia americana (Emerton, 1882)
- Phoroncidia argoides (Doleschall, 1857)
- Phoroncidia aurata O. P.-Cambridge, 1877
- Phoroncidia bifrons (Simon, 1895)
- Phoroncidia biocellata (Simon, 1893)
- Phoroncidia bukolana Barrion & Litsinger, 1995
- Phoroncidia capensis (Simon, 1895)
- Phoroncidia coracina (Simon, 1899)
- Phoroncidia cribrata (Simon, 1893)
- Phoroncidia crustula Zhu, 1998
- Phoroncidia cygnea (Hickman, 1951)
- Phoroncidia eburnea (Simon, 1895)
- Phoroncidia ellenbergeri Berland, 1913
- Phoroncidia escalerai (Simon, 1903)
- Phoroncidia flavolimbata (Simon, 1893)
- Phoroncidia fumosa (Nicolet, 1849)
- Phoroncidia gayi (Nicolet, 1849)
- Phoroncidia gira Levi, 1964
- Phoroncidia hankiewiczi (Kulczyński, 1911)
- Phoroncidia hexacantha Thorell, 1890
- Phoroncidia jacobsoni (Reimoser, 1925)
- Phoroncidia kibonotensis (Tullgren, 1910)
  - Phoroncidia kibonotensis concolor (Caporiacco, 1949)
- Phoroncidia levii Chrysanthus, 1963
- Phoroncidia longiceps (Keyserling, 1886)
- Phoroncidia lygeana (Walckenaer, 1842)
- Phoroncidia maindroni (Simon, 1905)
- Phoroncidia minschana (Schenkel, 1936)
- Phoroncidia minuta (Spassky, 1932)
- Phoroncidia moyobamba Levi, 1964
- Phoroncidia musiva (Simon, 1880)
- Phoroncidia nasuta (O. P.-Cambridge, 1873)
- Phoroncidia nicoleti (Roewer, 1942)
- Phoroncidia nicoleti Levi, 1964
- Phoroncidia oahuensis (Simon, 1900)
- Phoroncidia paradoxa (Lucas, 1846)
- Phoroncidia pennata (Nicolet, 1849)
- Phoroncidia personata (L. Koch, 1872)
- Phoroncidia pilula (Karsch, 1879)
- Phoroncidia pilula (Simon, 1895)
- Phoroncidia pukeiwa (Marples, 1955)
- Phoroncidia puketoru (Marples, 1955)
- Phoroncidia puyehue Levi, 1967
- Phoroncidia quadrata (O. P.-Cambridge, 1879)
- Phoroncidia quadrispinella Strand, 1907
- Phoroncidia ravot Levi, 1964
- Phoroncidia reimoseri Levi, 1964
- Phoroncidia rotunda (Keyserling, 1890)
- Phoroncidia rubens Thorell, 1899
- Phoroncidia rubroargentea Berland, 1913
- Phoroncidia rubromaculata (Keyserling, 1886)
- Phoroncidia ryukyuensis Yoshida, 1979
- Phoroncidia saboya Levi, 1964
- Phoroncidia scutellata (Taczanowski, 1879)
- Phoroncidia scutula (Nicolet, 1849)
- Phoroncidia septemaculeata O. P.-Cambridge, 1873
- Phoroncidia sextuberculata (Keyserling, 1890)
- Phoroncidia sjostedti Tullgren, 1910
- Phoroncidia spissa (Nicolet, 1849)
- Phoroncidia splendida Thorell, 1899
- Phoroncidia studo Levi, 1964
- Phoroncidia testudo (O. P.-Cambridge, 1873)
- Phoroncidia thwaitesi O. P.-Cambridge, 1869
- Phoroncidia tina Levi, 1964
- Phoroncidia tricuspidata (Blackwall, 1863)
- Phoroncidia trituberculata (Hickman, 1951)
- Phoroncidia triunfo Levi, 1964
- Phoroncidia truncatula (Strand, 1909)
- Phoroncidia umbrosa (Nicolet, 1849)
- Phoroncidia variabilis (Nicolet, 1849)